# Crisia sertularioides
Crisia sertularioides är en mossdjursart som först beskrevs av Jean Victor Audouin 1826.  Crisia sertularioides ingår i släktet Crisia, och familjen Crisiidae. Inga underarter finns listade.